# Руска помоћ Србији у Првом светском рату
Руска помоћ Србији у Првом светском рату била је помоћ Руске Империје Краљевини Србији у Првом светском рату. Сматра се једном од највећих и најзначајнијих помоћи Србији у ратном сукобу. Русија је пружила Србији политичку, економску и војну подршку. Из Царске Русије у Србију преко Дунава стизали су конвоји војне опреме, хране, људство и болничка опрема. Акције Русије су спасиле Србију од нестанка са политичке карте света и од окупације у првој години рата, а касније су потпомогле повећавање њене територије.

## Политика Русије према Балкану
На почетку рата влада Руске Империје сматрала је да може сама да савлада Аустроугарску монархију и спроведе ред на Балканском полуострву по својој жељи. Идеја је била да се обнови Балкански савез из 1912, да се ојача Србија и измири са Краљевином Бугарском што би ојачало руски утицај у Европи и пружило јој приступ Средоземљу и Блиском истоку.
По завршетку рата, Србија је требало да се територијално прошири на Босну, Херцеговину, Далмацију и северну Албанију, али је морала да уступи део Вардарске Македоније у корист Бугарске. Територијалном компензацијом између Бугарске и Србије створили би се услови за мир међу свим јужним Словенима, а самим тим и погодни услови за коначни крах Аустроугарске.
Српска влада је одбила да уступи део Македоније Бугарској, што је касније довело до напада Бугарске. Руски министар спољних послова Сергеј Созонов прихватио је предлог Србије да се уједини само са јужним Словенима који су били под Аустроугарском, а како би умирио Бугарску, Бугарима је понудио да се територијално прошире на рачун територије Краљевине Грчке и Османског царства. Јужне Словене угрожавала је и Краљевина Италија. Руска влада је поводом тога већ 1914. обећала Италијанима Трентино, Трст и Валону ако Италија одустане од југословенске обале Јадрана и простора на ком живе Јужни Словени.

## Мотив уласка Русије у рат
Аустроугарска је 23. јула упутила Србији ултиматум и исте вечери српска влада се обратила Русији за помоћ. У ноћи између 23. и 24. јула руски опуномоћеник Штрандман телеграмом је јавио С. Д. Сазонову за ноћну посету принца Александра Руској мисији: „Његово височанство ми је рекао да све наде полаже на императора и Русију, јер само њена моћна реч може да спасе Србију”. Руски император Николај II је већ 30 јула позитивно одговорио на молбу српске владе. Аустроугарска напада Србију, а Русија објављује рат Аустроугарској, затим Немачка напада Русију. Дошло је до међусобног објављивања рата између држава чланица супротних блокова — Антанте и Тројног савеза. Тако је почео Први светски рат. Русија ушла у рат како би заштитила Србију, али сама није била спреман за рат.

## Помоћ у првој години рата

#### Јулска криза
Блиске везе Царске Русије са Србијом и Црном Гором изнова су актуелизоване током Јулске кризе, када је дипломатска активност Русије била приметна у напорима да се ситуација смири и у уверавањима да ће она оружано бранити Србију у случају рата. Помоћ је најпре била политичка и финансијска, а по избијању сукоба и војна. У молби руској страни за војну помоћ српски политичар Никола Пашић је већ 11. августа, посебно нагласио потребу за поморским минама.

#### Експедиција посебне намене
Руско министарство морнарице преузело је на себе одговорност организовања и слања војне помоћи — формирана је „Експедиција посебне намене” (ЕПН). Задатак ЕПН-а је био „дотурање и спровођења ратног материјала за Србију”, тако што би се материјал транспортовао преко Дунава. Експедиција је формирана 16. августа 1914. на челу са капетаном прве класе М. М. Весјолкином (у каснијем току рата Весјолкин је унапређен у контраадмирала). За превоз робе одређени су капацитети Црноморске флоте Царске Русије, иако за ову операцију нису могли бити искоришћени и велики бродови због немогућности да уплове у Дунав. У састав експедиције били су укључени шлепови и трговачки бродови, а ЕПН је потчинила себи и Руско дунавско паробродство. Убрзо су и од руског Министарства морнарице добијена знатнија материјална средства за куповину нових транспортних бродова.
Све што је ЕПН превозила сматрало се „робом специјалне намене”, што је значило да се материјал приоритетно пропушта железницама и воденим путевима упоредо са материјалом за руску војску, а све на рачун руске благајне. Руска лука на Дунаву, Рени, изабрана је за почетну тачку док су српске луке Радујевац и Прахово, представљале места истовара. Руска морнарица је обезбеђивала конвоје за случај сусрета, односно сукоба са аустроугарским бродовоима, авионима или наиласка на мине.

### Руски минери
На територији Краљевине Србије, руска војна мисија је боравила већ од краја августа. Прва мисија је била састављена од 106 морнара на челу са капетаном Јуријем Волковицким. Ова група је обучавала српске војнике, па је касније формиран „Одред заповедно речно минерство”, што је и прва организована јединица речног минерства у Србији. У Реснику 25. августа 1914. су руски војници боравили у Реснику, пристигле су и веће количине водених мина из Русије. Задатак ових војника је био да минирају део Саве, између Остружнице и Умке, у дужини од неколико стотина метара. Складиште мина је било у Ваљеву.

### Конвој пуковника Весјоклина
Конвој пуковника Весјолкина кренуо је из Ренија 13/14. октобра с војном опремом намењеном српској војсци, а у Прахово је стигао 23. октобра. То је била прва експедиција из Русије која је стигла у Србију. Чинили су је седам пароброда и шеснаест баржи.

## Ултиматум цара Николаја II савезницима
Након пада Србије уследило је повлачење српске војске и становништва на албанско приморје. Договор са савезницима је био да савезнички бродови сачекају Србе на албанском приморју и пруже нужну помоћ и транспортују војску на сигурно место и припреме за контраофанзиву. Прва група Срба, на челу са Владом и врховном командом стигла је у Скадар 6. децембра 1915. године. Савезници нису испоштовали свој део договора, а Италијани који је требало да организују евакуацију Срба нису то желели да учине. Дана 28. децембра Николи Пашићу уручена је изјава италијанске владе у којој је речено да српска војска не прелази реку Шкумбу како не би ушла у сукоб са италијанском војском. Потом је реаговала руска дипломатија у Риму, али Италијани једноставно нису хтели да помогну. Према подацима српске Врховне команде, на албанску обалу стигло је око 110.000 војника и 2.350 официра. Председник владе Никола Пашић je 15. јануара 1916. упутио писмо руском цару Николају II тражећи помоћ. Руски цар је обавестио краља Велике Британије и председника Треће француске републике да ако српска војска не буде спасена, Русија раскида савез са њима и повлачи се из рата. Након интервенције руског цара, Французи су послали бродове и помоћ Србима, а Италија је дозволила да војска уђе у Валону.